# ジャッキー・メイソン
ジャッキー・メイソン（Jackie Mason 1928年6月9日 - 2021年7月24日）は、アメリカ合衆国のスタンダップコメディアン、映画・テレビ俳優。コメディ・セントラルによる「最高のスタンダップ・コメディアン」の63位に選出された。
彼の1986年のワンマンショー「ザ・ワールド・アゲイン・ミー」は、トニー賞 特別功労賞、外国批評家サークル賞、ケーブルエース賞、エミー賞、グラミー賞の候補になった。その後、1988年に「ジャッキー・メイソン・オン・ブロードウェイ」が、エミー賞脚本賞とエース賞を受賞。1992年に『ザ・シンプソンズ』のエピソード「クラスティの涙」でハイマン・クラストフスキー役を演じ、プライムタイム・エミー賞 ボイスオーバー・パフォーマンス賞を受賞。メイソンはブロードウェイにて自らが脚本を手掛けたワンマンショーを6回開催した。
彼は言葉遣いと声だけでなく、中傷的な表現と駄洒落で知られているが、メイソンの文化的なものに根差すユーモアは、不敬で時には政治的に正しくないと言われている。

## 略歴

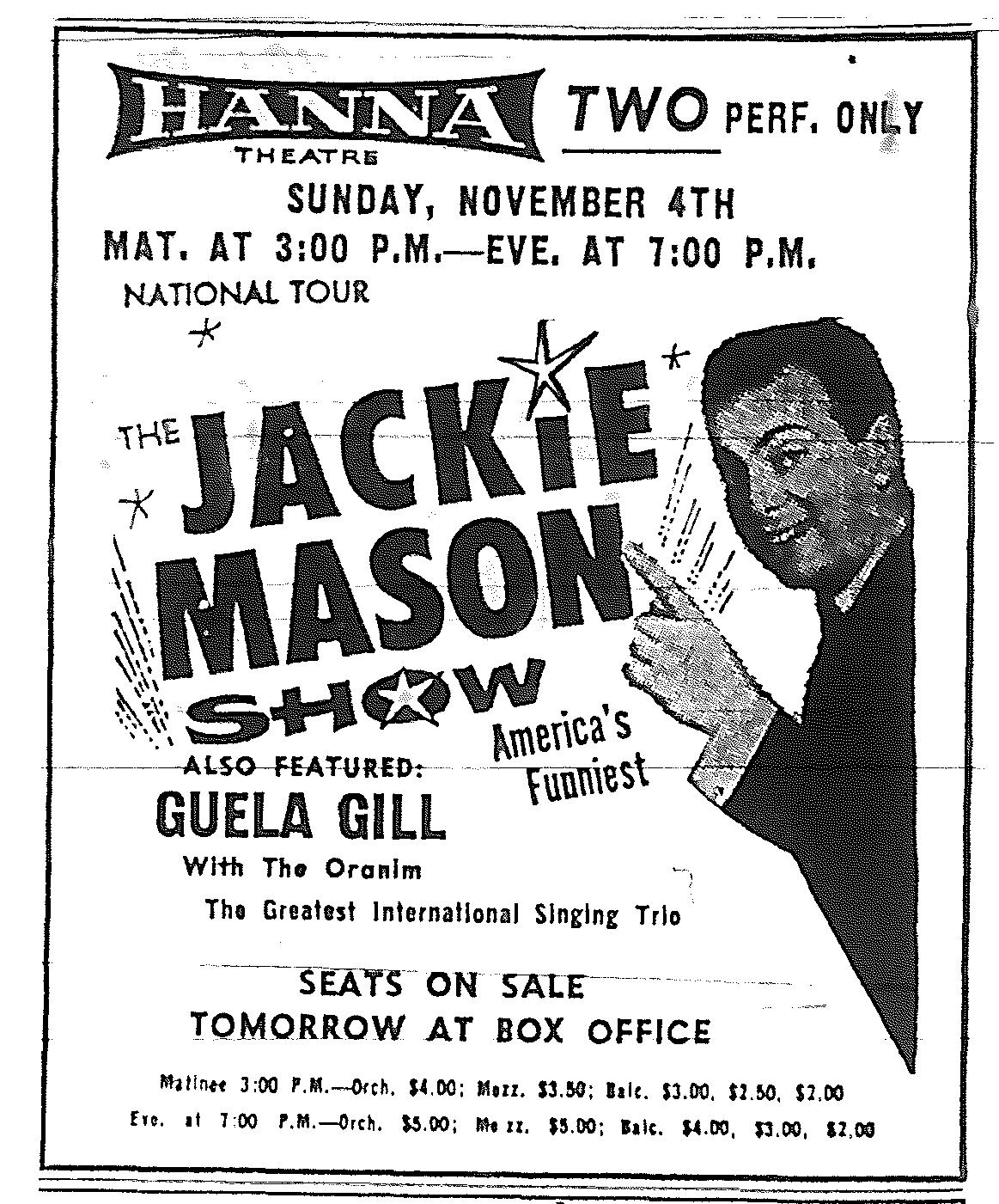
1968年に開催されたメイソンのショーのポスター。

ウィスコンシン州のユダヤ人の家庭に生まれる。ニューヨーク市立大学シティカレッジ卒。25歳の時、ペンシルベニア州でラビとなったが、コメディアンになるため3年で辞職。2005年11月からTVトーク番組"ジャッキー・メイソン・ショー"のホストを務めている。
かつてエド・サリヴァンに中指を立てたかどでサリヴァンから不興を買ったが、メイソンはこれを誤解と主張し、サリヴァンを名誉毀損で訴えて勝訴した。
1991年、ニューヨーク市の黒人市長デイヴィッド・ディンキンズを「髭を生やしたお洒落なシュヴァルツ(Shvarts)」と呼び、黒人団体から抗議を受けた。シュヴァルツとはイディッシュ語で単に黒人という意味だとメイソンは釈明したが、黒人団体はこの語を蔑称と主張、のちにメイソンは謝罪した。また、同性愛者を公然とフェイゲレ（Feygele; イディッシュ語で「おかま」）と呼び、物議をかもしたこともある。
また、メイソンは熱心なシオニストで、イスラム教をテロリズムの温床として批判している。エルサレム分割に反対する団体"一つのエルサレム"の創設者の一人でもある。